# 綿菓子

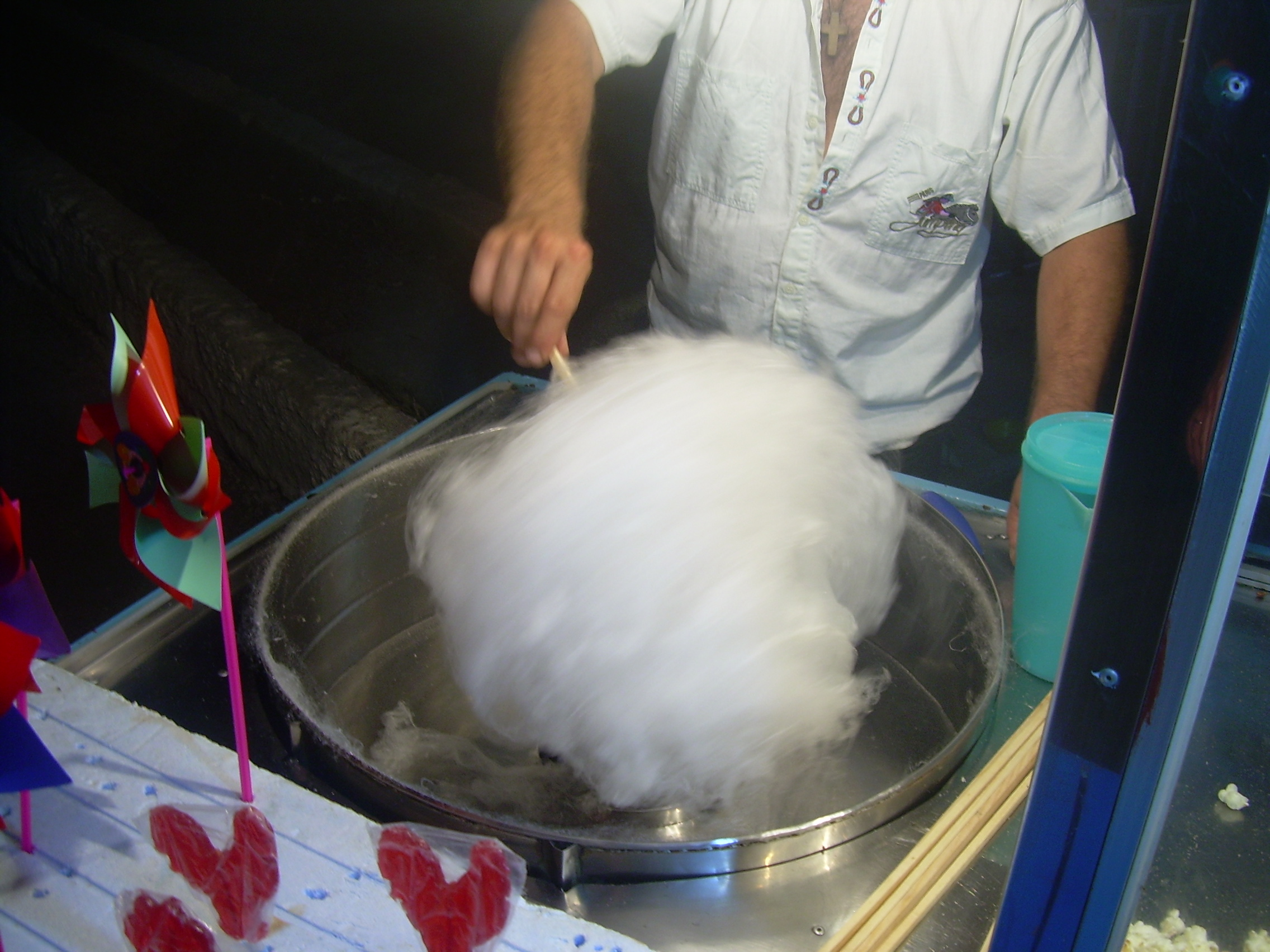
綿菓子機と綿菓子

綿菓子（わたがし）とは、溶融した砂糖をごく細い糸状にしたものを集め、綿状にした菓子である。綿飴（）とも呼ばれる。他にも「電気飴」という別名がある。
西日本ではおもに「綿菓子（わたがし）」と呼ばれ、東日本では「綿飴（わたあめ）」と呼ばれることが多い。
近年では、複数の色で作られた綿菓子をコットンキャンディやレインボーわたあめと呼ぶこともある。

## 概要
安価な甘い菓子で、製品及び製造時の見た目の楽しさとも相まって子供に人気がある。製造時に独特の甘く芳ばしい香りが漂うことから、よく縁日や街頭、祭りなどで屋台で売られている。目の前で作られる様子を見るのも客の大きな楽しみだが、屋台ではディスプレイとして、あらかじめ作ったものも、パンパンに膨らませた袋に入れて飾り売られている。現代では人気キャラクターの印刷された袋がよく使われる。
製造機械も製作法も単純なものなので、購入者自身で製作する形態での販売もあり、小型の製造機が玩具として販売もされている。
ふわふわとした食感が魅力だが、水溶質である砂糖が微細な繊維状になったものなので必然的に熱や湿気に弱く、時間が経つと溶けたり固まって姿と食感が失われてしまうため、作ってすぐに食べることがほとんどである。

## 歴史
1897年に世界最初の電動綿菓子製造機を製作したのは、アメリカ合衆国テネシー州ナッシュビルの菓子製造業者であるジョン・C・ウォートン (John C. Wharton) と、発明家としても活動していた歯科医師のウィリアム・モリソンである。1904年のセントルイス世界博覧会において、“Fairy Floss” の名で出展されたこの商品は、一箱25セントで6万8655箱も売れたという。
アメリカ合衆国では12月7日を「綿菓子の日」(National Cotton Candy Day) としている。

### 日本における歴史
日本では、明治時代後半～大正時代に広まった。米国から持ち込まれるとたちまち人気に火がつき、綿菓子製造機は瞬く間に全国各地へ広まった。日本では「電気飴」と呼ばれた時期もあり、画家谷内六郎が「電気飴」（1950年《昭和25》）という作品を描いている。森茉莉の『贅沢貧乏』（1960年《昭和35》）にも「電気飴のやうな泡を子供が競って貰ひに来る」とある。また江戸時代の『洒落本・中洲雀』（1777年）に「商人居並て通りせまく、煮売、煮肴、綿飴……の立売」という文が確認できるが、この綿飴がどういうものかは不明。因みに1940年（昭和15）に公開された『Children of Japan』(Erpi Classroom Films Inc) という映像で、花見の出店で綿菓子を購入している場面が確認できる。
近年では、テレビキャラクターなどが描かれた袋に入れた綿菓子や、透明の袋に入れたりPET容器に入れたカラフルな綿菓子も売られています。
色付きの綿菓子（白とピンクを透明袋に入れたもの）は昭和時代からあったものの、味付きの綿菓子は1993年頃に鹿児島県の屋台で「フルーツ綿菓子」として販売されたのがキッカケとなり、全国に広がったとされています。

## 製法

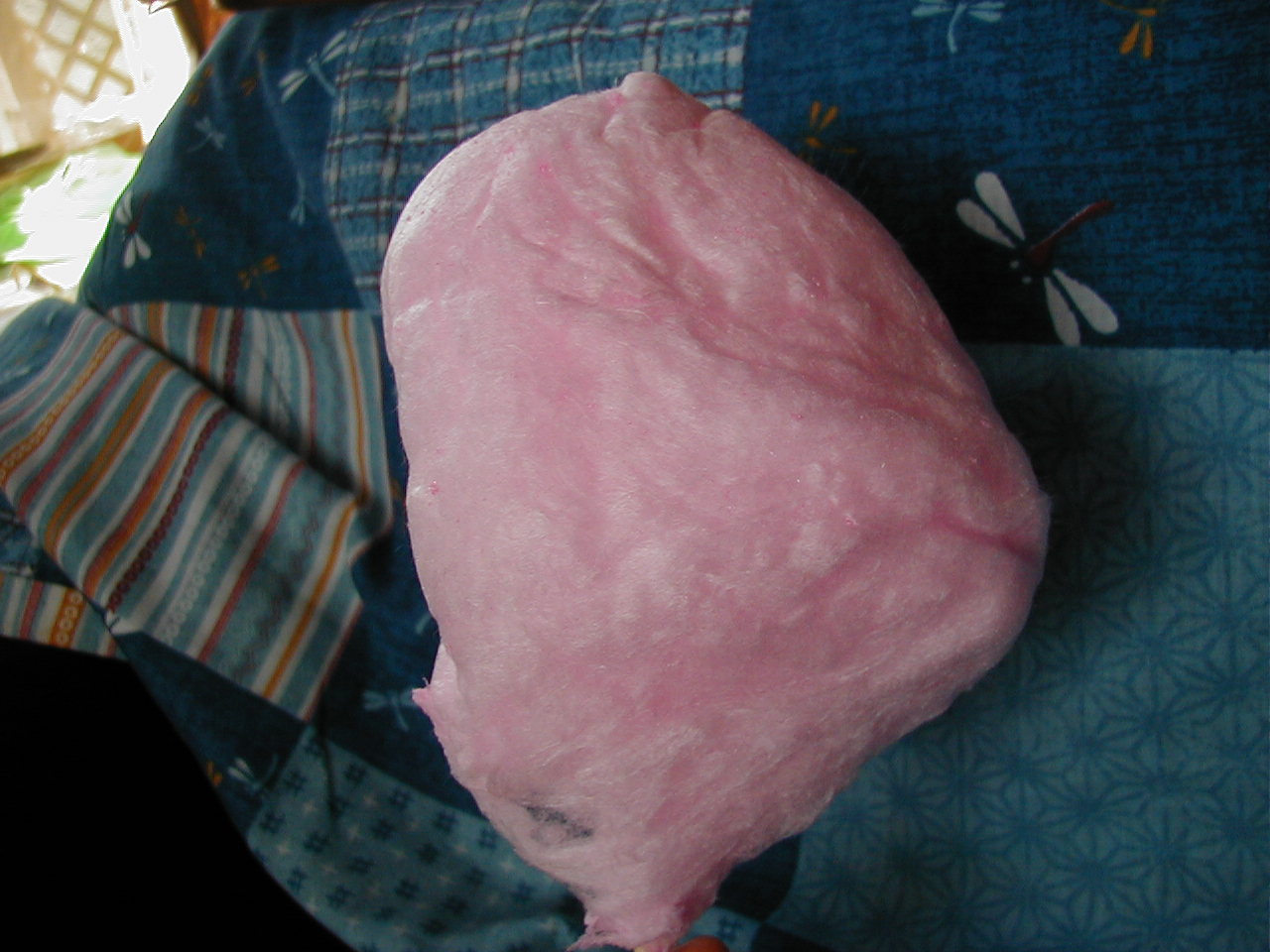
ピンク色の綿菓子

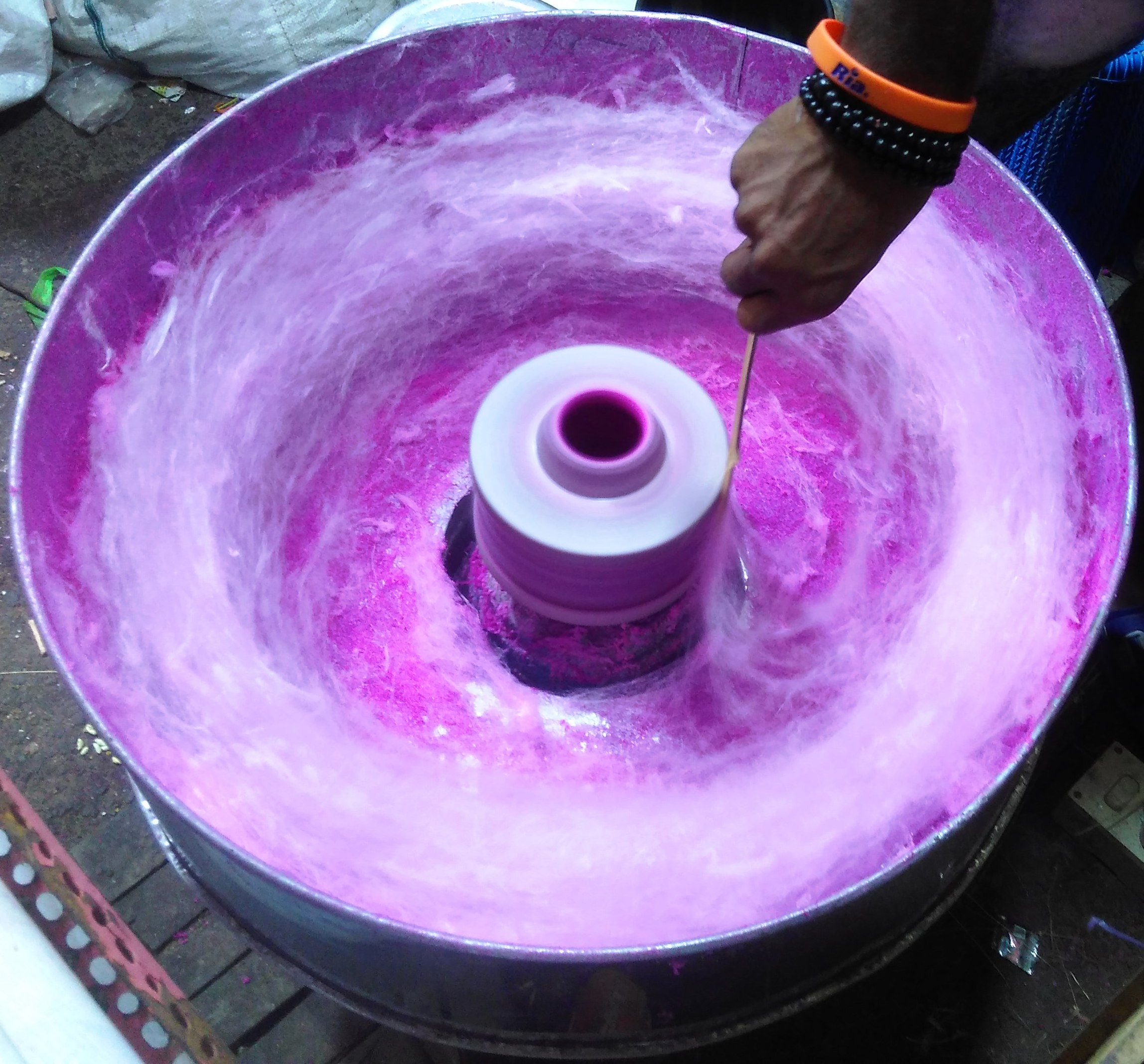
綿あめ製造機

綿菓子は、綿菓子機と呼ばれる専用の機械によって作られる。綿菓子機は加熱機構を持った回転釜と、その周囲を取り囲む受け皿から構成されている。加熱は電気によるものが多い。回転釜の側面には外側に通じる非常に小さな孔がいくつか開けられている。回転釜を加熱しながら高速で回転させて溶融した砂糖を遠心力で吹き飛ばし、すぐに空気中で冷えて糸状に固まった砂糖を割り箸などを用いて回収する。回収した綿菓子はその場で食べるか、空気で膨らませたポリエチレン袋に入れて販売される。
回転釜の中に入れる砂糖としては、ザラメを用いることが多い。その理由は、孔の目詰まりを起こしにくい、融点が低い、加熱しても炭化しにくいためである。本来白いものだが、砕いた飴などを入れてピンク色などに着色し、屋台等では複数色売られることも一般的になった。現在では、専用の色付ザラメや味付きザラメも市販されている。

## 綿菓子機の自作
近年盛んに行われている科学実験において、綿菓子機の自作が人気テーマの一つとなっている。穴をあけた缶をモーターで回転させ、下部からアルコールランプなどで加熱する。
ただし、実験は火を使うため操作は慎重に行うべきであり、受け皿にアルコールの蒸気が充満し引火した事例が報告されている。また、加熱により缶の内側のコーティングが焼け、有害物質を出すのではないかとする指摘もある。ただし、缶の内側のコーティングをはがすには濃硫酸を必要とし、作業には危険が伴う。また、コーティングは1マイクロメートル以下の厚さであり有害物質が出たとしても極々微量しか出ないのでわざわざ落とす必要性はないともいわれる。

## 用法
アメリカでは、耳あたりは良いものの記憶に残らない発言者への皮肉や喩えとして「コットンキャンディー」を用いることがある。